# پژو تیپ ۱۶۳
پژو تیپ ۱۶۳ (به انگلیسی: Peugeot Type 163) خودرویی است که در سال‌های ۱۹۱۹ تا ۱۹۲۴ تولید شده‌است.
این خودرو در کلاس خودرو کامپکت قرار گرفته، طراحی آن خودروهای موتور جلو-محور عقب بوده است.